# Centrosema galeottii
Centrosema galeottii är en ärtväxtart som beskrevs av Paul R. Fantz. Centrosema galeottii ingår i släktet Centrosema och familjen ärtväxter. Inga underarter finns listade i Catalogue of Life.